# X-Raided
Anerae Veshaughn Brown, més conegut com a X-Raided, és un raper estatunidenc i un membre de la banda Garden Blocc Crip. Actualment es troba empresonat per un homicidi de bandes, i ha complert 20 anys de la pena.

## Discografia

### Àlbums d'estudi
- 1991: Niggas In Blacc EP
- 1992: Psycho Active
- 1995: Xorcist
- 1999: Unforgiven
- 2000: Vengeance Is Mine
- 2000: Speak of Da Devil (com Nefarious)
- 2001: The Initiation
- 2001: And He Shall Appear
- 2002: Deadly Game
- 2002: These Walls Can Talk
- 2002: City of Kings (amb Kingpen)
- 2007: Ignition (amb Loki)
- 2009: Eternally Unforgiven Project EP
- 2009: The Unforgiven Vol. 1: In The Beginning [Collectors Edition]
- 2009: The Unforgiven Vol. 2: Assisted Suicide
- 2010: Bloc Bizniz
- 2010: The Unforgiven Vol. 2.5: Assisted Suicide [Collector's Edition]
- 2011: The Unforgiven Vol. 3: Vindication
- 2012: Sacrifice
- 2012: Sacramentally Disturbed